# ملحة بيدية
ملحة بيدية (ولدت في 22 ديسمبر 1990) هي ممثلة كوميدية ومخرجة وكاتبة سيناريو فرنسية.

## المرحلة المبكرة من العمر
ولدت ملحة بيدية في باريس، لوالدين جزائريين؛ والدها من منطقة القبائل ووالدتها من وهران. هي الأخت الصغرى للممثل رمزي بيديا. في البداية، لم يدعم شقيقها مسيرتها الكوميدية والتمثيلية، مشيرًا إلى ضرورة حمايتها. لديها أيضًا أخت اسمها رانيا.
تلقت ملحة بيدية تعليمها في مدرسة كاثوليكية خاصة. حصلت على البكالوريا في سن السادسة عشر. التحقت بجامعة باريس، لكنها تركت الكلية قبل التخرج.
لعبت لفريق أكاديمية باريس سان جيرمان للفتيات حتى بلغت 16 عامًا، رغم أنها تشجع أولمبيك مرسيليا.

## المسيرة
بدأت ملحة بيدية مسيرتها الكوميدية بافتتاح عرض لمغنية الراب الفرنسي ديامس أثناء عملها كمصممة أزياء لها في إحدى الجولات.